# 1828 na ciência

## Eventos
- Isolamento do elemento químico berílio[1]
- Friedrich Wöhler sintetiza a ureia, assim estabelecendo que compostos orgânicos podem ser produzidos a partir de materiais inorgânicos e refutando a teoria do vitalismo.[2]

## Nascimentos
| Data           | Nome                        | Profissão | Nacionalidade                         | Observações                    | Ref   |
| -------------- | --------------------------- | --------- | ------------------------------------- | ------------------------------ | ----- |
| 2 de junho     | Wilfred Hudleston Hudleston | geólogo   | Reino Unido da Grã-Bretanha e Irlanda | m. 1909 Medalha Wollaston 1897 | [ 3 ] |
| 18 de novembro | John Langdon Haydon Down    | médico    | Reino Unido da Grã-Bretanha e Irlanda | m. 1896                        | [ 4 ] |

## Mortes
| Data | Nome | Profissão | Nacionalidade | Observações | Ref |
| ---- | ---- | --------- | ------------- | ----------- | --- |